# Flipper (jolle)
 For alternative betydninger, se Flipper (flertydig). (Se også artikler, som begynder med Flipper)
Flipper er en selvbygger sejljolle, som er velegnet til begyndersejlads, det er en to-mands glasfiberjolle forsynet med løst sværd , aftageligt ror, staget mast med diamant og er trimbar efter vind og søforhold, sejlenes form og besætningens vægt. Jollen er konstrueret i 1962 af arkitekten Peer Bruun.
Tilrigget har jollen evne til at plane og derfor attraktiv til hurtig sejlads.
Ubekræftet er der bygget ca. 3.000 både af denne type.

## Hovedimensioner
- Længde = 4,05 meter
- Bredde = 1,36 meter
- Mastehøjde = 6,00 meter
- Vægt = ca. 78 kg

## Rig
- Storsejl = 7,2 m2
- Fok = 2,6 m2
- Spiler = 10 m2

## Specialudstyr
- Trapez

## Ekstern henvisning
1. ↑  Om Peer Bruun Arkiveret 14. juli 2020 hos  Wayback Machine på gravsted.dk

- Dansk Flipper Klub